# Buday Dániel
Buday Dániel (Hódmezővásárhely, 1981. január 5. –) magyar válogatott kézilabdázó, edző. Édesapja, Buday Ferenc egykori válogatott kézilabdázó, edző. A Magyar férfi kézilabda-válogatott tagjaként két világbajnokságon, és egy Európa-bajnokságon vett részt.

## Pályafutása

### Klubcsapatban
Tizennégy éves korában csatlakozott a Pick Szeged utánpótlás akadémiájához, ahol édesapja, Buday Ferenc is edzette, illetve ahol olyan későbbi válogatottakkal játszott együtt, mint Nagy László. 1997-ben két évre a Tisza Volánhoz került kölcsönbe, ahol tizenhat éves korában mutatkozott be a magyar élvonalban. 1999-ben visszatért a Pick Szegedhez, ahol kis időn belül a hazai és a nemzetközi mezőny egyik meghatározó játékosává fejlődött. 
2003-ban a Fotex Veszprémhez igazolt, akikkel 2004-ben, 2005-ben és 2006-ban is megnyerte a magyar bajnokságot, és kétszeres kupagyőztes lett. 2006 nyarán légiósnak állt és a német Rhein-Neckar Löwen játékosa lett. A következő két szezonban többször hátráltatták sérülések, így kevés lehetőséghez jutott az ukrán Oleg Velyky és Grzegorz Tkaczyk mögött. 2008 nyarán egy évre kölcsönadták a svájci Kadetten Schaffhausennek. Egy év múlva a Rhein-Neckar felbontotta a szerződését, így Buday a Csurgói KK, majd egy év múlva a Ferencvárosi TC csapatában folytatta pályafutását.
2011 nyarán rövid ideig visszatért Szegedre, majd 2013 nyarától az Orosháza játékosa volt és ott fejezte be pályafutását a 2015-2016-os idény végén.

### A válogatottban
Buday 2000 májusában, egy Ukrajna elleni találkozón mutatkozott be a magyar válogatottban, amelyben 92 alkalommal lépett pályára. Részt vett a 2003-as világbajnokságon, a 2004-es Európa-bajnokságon és olimpián, valamint a 2007-es világbajnokságon.

### Vezetőedzőként
Visszavonulását követően 2016 decemberében az Orosháza vezetőedzője lett. Innen 2017 decemberében a gyenge eredmények miatt menesztették. 2018 májusában a Mezőkövesdi Kézilabda Club élére nevezték ki. 2020 nyarán lett a másodosztályban szereplő Budaörs Handball női csapatának vezetőedzője. Első évében veretlenül nyerte meg a bajnokságot, azóta az élvonalban szerepel csapata.

## Sikerei,díjai
MKB Veszprém
- Magyar bajnok (3): 2004, 2005, 2006
- Magyar kupagyőztes (3): 2004, 2005, 2007

Rhein-Neckar Löwen
- EHF-kupagyőztesek Európa-kupája-döntős (1): 2008